# Фолс Черч (Вирџинија)
Фолс Черч (енгл. Falls Church) град је у америчкој савезној држави Вирџинија. По попису становништва из 2020. у њему је живело 14.658 становника.

## Демографија
Према попису становништва из 2010. у граду је живело 12.332 становника, што је 1.955 (18,8%) становника више него 2000. године.
| Група             | 2000.         | 2010.         |
| Белци             | 8.255 (79,6%) | 9.093 (73,7%) |
| Афроамериканци    | 340 (3,3%)    | 532 (4,3%)    |
| Азијати           | 675 (6,5%)    | 1.162 (9,4%)  |
| Хиспаноамериканци | 876 (8,4%)    | 1.109 (9,0%)  |
| Укупно            | 10.377        | 12.332        |